# 기타가타촌 (후쿠이현)
기타가타촌(北潟村)은 후쿠이현 사카이군에 설치되었던 촌이다. 현재의 아와라시에 해당한다.